# Torneos Apertura y Clausura (Argentina)
Los torneos Apertura y Clausura, denominados torneos cortos, dado que se desarrollan en una sola rueda de todos contra todos y tienden a abarcar un solo semestre, son los dos certámenes en los que se divide el Campeonato de Primera División de Argentina durante dos periodos, primero entre 1991 y 2012 y luego desde 2025. 
En su primera etapa, fueron organizados por la AFA. El Torneo Apertura abría la temporada en el segundo semestre del primer año y el Clausura la cerraba en el primero del siguiente. Los equipos participantes fueron siempre veinte, a lo largo de toda su vigencia, durante veintiún temporadas. Cada torneo otorgó el título de campeón de Primera División, a excepción de la primera temporada, la 1990-91, cuando Newell's Old Boys ganó el Apertura 1990 y Boca Juniors el Clausura 1991 y disputaron una final al término del certamen, para determinar al único campeón del año.
En su segunda etapa, bajo la organización de la Liga Profesional de Fútbol, la modalidad regresó con modificaciones en su disputa, ahora contando con treinta equipos divididos en dos zonas de quince y la adición de una fase de eliminación directa para determinar al campeón, a la que clasifican los ocho primeros de cada zona. A diferencia de la primera etapa, los torneos se disputan dentro del año calendario, siendo el Apertura en el primer semestre y el Clausura en el segundo. 

## Ediciones que otorgaron título

### Primera etapa
| Torneo Apertura | Campeón           | Subcampeón              | Torneo Clausura | Campeón            | Subcampeón              |
| --------------- | ----------------- | ----------------------- | --------------- | ------------------ | ----------------------- |
| 1991            | River Plate       | Boca Juniors            | 1992            | Newell's Old Boys  | Vélez Sarsfield         |
| 1992            | Boca Juniors      | River Plate             | 1993            | Vélez Sarsfield    | Independiente           |
| 1993            | River Plate       | Vélez Sarsfield         | 1994            | Independiente      | Huracán                 |
| 1994            | River Plate       | San Lorenzo             | 1995            | San Lorenzo        | Gimnasia y Esgrima (LP) |
| 1995            | Vélez Sarsfield   | Racing Club             | 1996            | Vélez Sarsfield    | Gimnasia y Esgrima (LP) |
| 1996            | River Plate       | Independiente           | 1997            | River Plate        | Colón                   |
| 1997            | River Plate       | Boca Juniors            | 1998            | Vélez Sarsfield    | Lanús                   |
| 1998            | Boca Juniors      | Gimnasia y Esgrima (LP) | 1999            | Boca Juniors       | River Plate             |
| 1999            | River Plate       | Rosario Central         | 2000            | River Plate        | Independiente           |
| 2000            | Boca Juniors      | River Plate             | 2001            | San Lorenzo        | River Plate             |
| 2001            | Racing Club       | River Plate             | 2002            | River Plate        | Gimnasia y Esgrima (LP) |
| 2002            | Independiente     | Boca Juniors            | 2003            | River Plate        | Boca Juniors            |
| 2003            | Boca Juniors      | San Lorenzo             | 2004            | River Plate        | Boca Juniors            |
| 2004            | Newell's Old Boys | Vélez Sarsfield         | 2005            | Vélez Sarsfield    | Banfield                |
| 2005            | Boca Juniors      | Gimnasia y Esgrima (LP) | 2006            | Boca Juniors       | Lanús                   |
| 2006            | Estudiantes (LP)  | Boca Juniors            | 2007            | San Lorenzo        | Boca Juniors            |
| 2007            | Lanús             | Tigre                   | 2008            | River Plate        | Boca Juniors            |
| 2008            | Boca Juniors      | Tigre                   | 2009            | Vélez Sarsfield    | Huracán                 |
| 2009            | Banfield          | Newell's Old Boys       | 2010            | Argentinos Juniors | Estudiantes (LP)        |
| 2010            | Estudiantes (LP)  | Vélez Sarsfield         | 2011            | Vélez Sarsfield    | Lanús                   |
| 2011            | Boca Juniors      | Racing Club             | 2012            | Arsenal            | Tigre                   |

### Segunda etapa
| Torneo Apertura | Campeón  | Subcampeón | Torneo Clausura | Campeón  | Subcampeón |
| --------------- | -------- | ---------- | --------------- | -------- | ---------- |
| 2025            | Platense | Huracán    | 2025            | Platense | Huracán    |

## Resumen estadístico
Se detallan los tres primeros puestos de los torneos que otorgaron título de campeón.